# Brie (sir)
Brie (Francuska) je autohtoni punomasni meki sir koji se proizvodi u domaćinstvima Seine-et-Marne i  Île-de-Francea 

## Opis
Sir pripada skupini punomasnih mekih sireva s najmanje 60% masti u suhoj tvari sira, prosječne težine od 900 g do 3,2 kg i crvenosmeđe boje. Jedan je od najvećih svjetskih sireva i najpoznatiji sir iz Francuske. Dobio je ime po Francuskoj regiji u kojoj je nastao. Elegantni sir karakterizira glatka, bijela, jestiva kora i bogata unutrašnjost. Vrlo mekan i kremast, Brie ima blagu notu mirisa amonijaka.
Budući da ime "Brie" nije zaštićeno, postoje mnoge vrste istoimenog sira širom svijeta, osobito u Sjevernoj Americi, Njemačkoj i Velikoj Britaniji. No kako god bilo, svaki dobar znalac sireva će reći da je francuski Brie najbolji, pogotovo Brie de Meaux. Napravljen izvan Pariza od 8. stoljeća Brie predstavlja nevjerojatnu slatkoću i mekoću kombiniranu s aromom lješnjaka i voća. Ostale vrste sira uključuju Brie de Melunu, Brie de Montereau, Brie de Nangis

## Sir u kraljevskim i plemićkim krugovima
Prema legendi, Karlo Veliki je prvi puta probao Brie 774. godine i odmah ga zavolio. Od tada je ovaj sir bio omiljen plemićima širom svijeta. Tijekom Francuske revolucije posljednja želja Luja XVI. bila je da konačno proba Brie. I tako 1815. godine Bečki kongres službeno priznaje Brie kao "Kraljevski sir" kad je 30 europskih veleposlanika glasalo za njega. Brie postaje poznat kao roi de fromages (kralj sireva) i fromages des rois (sir kraljeva).

## Proizvodnja
Brie može biti proizveden od cjelovitog i pasteriziranog mlijeka. Nakon što se dobije smjesa, sir se premješta u kalupe (tradicionalno se to radi kutljačom ili lopaticom što nosi naziv pelle à brie ). Kalupi se ispunjavaju s nekoliko slojeva sira gdje se cijede sljedećih 18 sati.
Nakon što se sir izvadi iz kalupa, smjesi se dodaje Penicillium candidum. Ova gljiva stvara svijetlu koru na površini sira i omekšava ga, tako da je Brie u konačnici samo lagano tvrd izvana. Brie obično zrije u podrumima najmanje četiri tjedna. Kad sazrije, Brie bude mekan, a iznutra kremast.

## Kupnja
Prilikom kupnje treba birati okrugle plosnate sireve ne deblje od dva centimetra, jer deblji sirevi prije sazriju izvana nego iznutra.

## Upotreba u kulinarstvu
Brie se servira i poslužuje na sobnoj temperaturi. Tanka bijela korica je jestiva i u pravilu se ne treba odstranjivati, osim u slučajevima ako se sir poslužuje uz vino. Tada bi trebalo odstraniti bijelu koricu jer bi inače lagani okus amonijaka mogao pokvariti okus vina.